# Metak-šah
Metak-šah (nje. Bullet-Schach), najbrži oblik brzopoteznog šaha u kojem natjecatelji u dvoboju imaju manje od tri minute vremena za razmišljanje po igraču i partiju, pri čemu se obično igra jedna minuta po igraču i partiji. Radi se o izoštrenom, strožijem obliku munjevitog šaha. Metak-šah prije svega omiljeno se igra na šahovskim poslužiteljima. Riječ "metak" u imenu je iz engleskog "bullet". Druga oznaka za ovu vrstu šaha je na nje i eng. Lightning-Schach "munjeviti šah", što zbunjuje s već postojećim munjevitim šahom (Blitz-Schach).

## Vanjske poveznice
- Turniri u metak-šahu